# Marché 10 francs
 (juin 2025).
Le marché 10 francs est situé au centre de Brazzaville, en République du Congo.

## Histoire
Le marché 10 francs, est situé au centre de Brazzaville, en République du Congo dans l'arrondissement 4 Moungali.